# جلكى سمكية
جلكى سمكية (الاسم العلمي:Ichthyomyzon) هي جنس من الحيوانات المائية هو من فصيلة الجلكية من رتبة الجلكيات.